# Cäcilienflut
Die Cäcilienflut war am 21. November 1412 eine verheerende Sturmflut im Bereich der Unterelbe. Der Name der Sturmflut ist vom Namenstag der Heiligen Cäcilia abgeleitet.

## Verlauf
Durch einen Sturm wurde das Wasser der Nordsee am Tag des 21. November 1412 in die Elbmündung gedrückt, wodurch das Elbwasser nicht ablaufen konnte. Die sich zurück stauenden Wassermassen überfluteten das Land und erreichten am Abend das Gebiet um die Stadt Hamburg. Bereits vorher zerstörte das Wasser ein Dorf an der Estemündung. Bei der Flut entstanden an der Küste weniger Schäden, dagegen waren an der Unterelbe die Zerstörungen massiv. Spätere Chronisten berichteten, dass 30.600 Menschen bei dieser Flut ihr Leben gelassen haben sollen, was wohl auf einen Druckfehler für 36.000 schließen lässt. Es soll die schwerste Flut seit der Groten Mandrenke im Jahre 1362 gewesen sein.
Der Pastor am Hamburger Pesthof, Peter Hessel (1639–1677), schrieb im 17. Jahrhundert:
„Anno 1412. am Cecilien Abend
ist hie zu Lande eine solche Elb=flut wegen des grossen
Sturmwindes entstanden
davon im Alten Lande
und in den andern oben und unten umbliegenden Masch= und
Warderländern
bey 30600 Menschen umbs Leben kommen sind.“

## Auswirkungen
Die Flut veränderte die Struktur der Landschaft und deren Besiedlung. Das Dorf Altenwerder wurde nach der fast vollständigen Zerstörung komplett geräumt. An einem nahe gelegenen, aber besser geschützten Ort wurde es wieder aufgebaut. Stark betroffen waren zudem Finkenwerder, aber auch die Gebiete um Billwerder, Ochsenwerder, und Moorwerder. Alle Ortschaften waren erst nach einigen Jahren wieder aufgebaut.
Im Alten Land ertrank das Dorf Zesterfleth und die Elbinsel Hahnöfersand wurde vom Festland abgetrennt.

## Nachweise
- Ernst Christian Schütt u. a.: Chronik Hamburg. 2., aktualisierte Auflage. Bertelsmann Lexikon Verlag, Gütersloh/München 1997, ISBN 3-577-14443-2, S. 60.

1. ↑  Katastrophen-Sturmfluten seit 1164 (Seite nicht mehr abrufbar, festgestellt im April 2018. Suche in Webarchiven)  Info: Der Link wurde automatisch als defekt markiert. Bitte prüfe den Link gemäß Anleitung und entferne dann diesen Hinweis., safecoast.nl (pdf, nicht mehr verfügbar 2013)
2. 1 2  Entstehung der Bracks, auf Hamburg.de (PDF; 1,7 MB)